# Francesch Pelay Briz
Francesch Pelay Briz Fernández (Barcelona, 27 de septiembre de 1839-Barcelona, 15 de julio de 1889) fue un escritor romántico español, uno de los divulgadores del teatro popular catalán junto con Serafí Pitarra, Valentí Almirall o Conrad Roure. Según Angel Smith, alrededor suyo se formó la tercera generación romántica catalana.

## Biografía
Nacido en Barcelona en 1839, un 27 de septiembre, inicialmente colaboró en la Revista de Cataluña y fundó la colección literaria El Novelista Popular, para la que tradujo él mismo obras de Alexandre Dumas, Johann Wolfgang von Goethe, Victor Hugo y otros autores románticos.
La influencia de Frédéric Mistral y del movimiento felibritge lo llevó a participar activamente en la Renaixença catalana. En 1869 participó en los Juegos Florales y fue proclamado Maestro en Gay Saber. También fue uno de los fundadores de la sociedad Jove Catalunya y en 1875 actuó como presidente de los Juegos Florales. Propugnó el uso exclusivo del catalán en la producción literaria, y fue uno de los iniciadores del movimiento catalanista. Fundó y dirigió numerosas publicaciones, como Calendari Català (1865-1882), la revista quincenal Lo Gay Saber (1868-1869 y 1878-1882) y La Gramalla (1870). Falleció en su ciudad natal el 15 de julio de 1889.

## Obras

### Poesías
- El brot d'acs (1866)
- Flors i violes (1870)
- El llibre del cor meu (1874)
- Primaveres (1881)
- La masia dels amors (1866)
- L'Orientada (1889)
- Cap de Ferro (1889)

### Narraciones
- Lo coronel d'Anjou (1872)
- La panolla (1873)
- La roja (1876)
- El llibre dels àngels (1865)
- El llibre dels nois (1869)

### Teatro
- Bac de Roda (1868)
- Miquel Rius (1870)
- La creu de plata (1866)
- Les males llengües (1871)
- La pinya d'or (1878)
- La falç (1878)

### Folklore
- Cançons de la terra (1866-1884)
- Endevinalles populars catalanes (1882)